# Cerro Macá
Cerro Macá – stratowulkan położony w Andach. Jego wysokość wynosi około 2300 m n.p.m. Ostatnia erupcja Cerro Maca miała miejsce w około 410 r.

## Położenie
Cerro Macá znajduje się w Chile, na północ od Aysen Fjord, na wschód od cieśniny Moraleda, w Región de Aisén. Cerro Macá leży przy strefie uskokowej Liquiñe-Ofqui.